# Jenny Randerson, baronessa Randerson
Jennifer Elizabeth Randerson, Baronessa Randerson (Londra, 26 maggio 1948 – Cardiff, 4 gennaio 2025), è stata una politica gallese, esponente dei Liberal-Democratici e membro della Camera dei lord.

## Biografia
Nacque a Londra e studiò al Bedford College, Università di Londra. Fu consigliere di Cardiff dal 1983 e docente al Cardiff Tertiary College. Fu a capo dell'opposizione ufficiale del Consiglio di Cardiff per quattro anni. Rappresentò quindi il collegio di Cardiff Central nell'Assemblea nazionale per il Galles tra il 1999 e il 2011. Introdusse la strategia culturale per il Galles "Creative Future" e la prima strategia per la lingua gallese "Iaith Pawb".
Dal 6 luglio 2001 al 13 giugno 2002 ricoprì la carica di viceministro del governo di coalizione laburista e dei liberaldemocratici, in assenza dell'allora leader del partito Mike German.
Il 30 gennaio 2019 divenne cancelliera dell'Università di Cardiff.